# Kulturpolitikwissenschaft
Kulturpolitikwissenschaft ist die Forschung zur Kulturpolitik und die aus dieser Forschung entstehende Lehre. In diesem interdisziplinären Teilbereich der Politikfeldanalyse wirken insbesondere Kunst- und Geschichtswissenschaften, Sozialwissenschaften, Rechtswissenschaften und Wirtschaftswissenschaften zusammen.

## Diescientific communityverschiedener Länder
In verschiedenen Ländern hat sich eine streitbare scientific community gebildet. Sie reagiert auf die jeweilige historische Konstellation ihrer Kulturpolitik. Anfang der 1990er Jahre entwickelten sich im angelsächsischen Raum Cultural Policy Research bzw. Cultural Policy Studies aus den Cultural Studies. Cultural Studies haben sich inzwischen in verschiedene Schulen aufgefächert. 2016 fand die 9. International Conference on Cultural Policy Research (ICCPR) in Seoul, Südkorea, statt. Die 8. Ausgabe 2014 richtete das Institut für Kulturpolitik der Stiftung Universität Hildesheim aus. Die ICCPR-Konferenzen stehen im Umfeld des früheren European Journal of Cultural Policy (1994–1997) und heutigen International Journal of Cultural Policy (1997–heute), das vom Centre for Cultural Policy Studies der University of Warwick herausgegeben wird. Seit 1998 erstellt der Europarat eine laufend aktualisierte Bestandsaufnahme der Kulturpolitiken seiner Mitgliedsstaaten (16. Auflage 2015).
In Japan gibt es eine Reihe von Lehrstühlen und eine nach deutschem Vorbild gegründete Kulturpolitische Gesellschaft (日本文化政策学会, The Japan Association for Cultural Policy Research). In Finnland bietet die Universität Jyväskylä seit 1990 ein einschlägiges Doktorandenprogramm und seit 2000 ein Master's Degree Programme in Cultural Policy an. In Frankreich unterhält der Staat eine eigene Forschungsabteilung innerhalb des Ministère de la Culture et de la Communication und in Grenoble das Observatoire des politiques culturelles. Masterstudiengänge mit kulturpolitikwissenschaftlichem Profil führen unter anderem die Universitäten Lyon, Nantes, Paris Diderot-Paris 7, Pau et des Pays de l’Adour und Stendhal-Grenoble 3. In Italien werden Scienze dei beni culturali landesweit angeboten. In Polen wurde die Kulturpolitikwissenschaft insbesondere am Instytut Kultury der Jagiellonen-Universität und am International Cultural Centre, beide Krakau, aufgebaut. Zu einem aktuellen internationalen Überblick vergleiche Laaksonen (2015).
Explizit für Kulturpolitikwissenschaft berufene Hochschullehrer im deutschsprachigen Raum sind Wolfgang Schneider in Hildesheim und Matthias Theodor Vogt in Görlitz. Experte für kommunale Kulturpolitik ist Armin Klein. Experte für US-amerikanisch-europäische Vergleichsstudien der Kulturpolitik ist Steffen Höhne, Bauhaus-Universität Weimar. Tasos Zembylas, Spezialist für staatlich-österreichische Kulturpolitik, ist Professor für Kulturbetriebslehre am Institut für Musiksoziologie der Universität für Musik und darstellende Kunst Wien. Eine „verstärkte Kulturpolitikforschung“ ist einer der kulturpolitischen Kernpunkte der Großen Koalition von 2013. Kennzeichnend für die wissenschaftliche Situation in Deutschland sind zahlreiche Verschränkungen zwischen Kulturökonomie, Kulturmanagement und Kulturpolitik.
Außerhalb des unmittelbar akademischen Bereichs reflektieren zur Kulturpolitik zahlreiche Akteure der Zivilgesellschaft, darunter insbesondere
- die Evangelische Akademie Loccum mit ihren (seit 1977) inzwischen 61 Kulturpolitischen Kolloquien,[16]
- die 1983 von Willy Brandt begründeten „Kulturforen“ der SPD,[17]
- das im Zuge der Berlin-Bonn-Ausgleichsfinanzierung 1996 gegründete Institut für Kulturpolitik[18] der Kulturpolitischen Gesellschaft,[19] der „bundesweiten Vereinigung kulturpolitisch interessierter und engagierter Menschen seit 1976“, mit seinem Jahrbuch für Kulturpolitik (seit 2000), den Kulturpolitischen Bundeskongressen (seit 2001) und dem Kulturpolitischen Informationssystem (Chronik wichtiger kulturpolitischer und kultureller Ereignisse seit 2000).
- die von Norbert Lammert 2001 begründeten und stets geleiteten Potsdamer Gespräche zur Kulturpolitik[20] der Konrad-Adenauer-Stiftung,
- Politik und Kultur, die Zeitschrift des Deutschen Kulturrates, Spitzenverband der Bundeskulturverbände, unter Leitung von Olaf Zimmermann und Theo Geißler.

## UNESCO-Definition des Aufgabengebietes von Kulturpolitikwissenschaft
Die Generaldirektion der UNESCO führte auf Initiative der Division of Cultural Policies im November 2000 in Paris ein Expertentreffen zum Thema Cultural Policies: Training and International Cooperation durch. Als konkrete Arbeitsgebiete der Kulturpolitikwissenschaft aus Sicht der UNESCO wurden benannt:
- Kulturelle Vielfalt
- die Rolle der Kultur in der Eine-Welt-Perspektive
- Kultur für den Frieden
- die Künste als Regulierungskraft von Gesellschaft
- Dezentralisierung und Bürgerbeteiligung
- gleichberechtigter Zugang zum kulturellen Leben insbesondere zwischen Männern und Frauen
- Kultur für Zivilität / Bürgerschaftlichkeit
- Kultur als Herzstück von Entwicklung.[22]

## Belege
1. ↑  Archivierte Kopie (Memento des Originals vom 13. Februar 2016 im Internet Archive)  Info: Der Archivlink wurde automatisch eingesetzt und noch nicht geprüft. Bitte prüfe Original- und Archivlink gemäß Anleitung und entferne dann diesen Hinweis., abgerufen am 8. Februar 2016
2. ↑  https://educult.at/wimmers-weekly/beobachtungen-und-eindruecke-von-der-iccpr2014-in-hildesheim/, abgerufen am 23. Februar 2021
3. ↑   http://www.tandfonline.com/action/journalInformation?show=editorialBoard&journalCode=gcul20#.VreNcED4hSE, abgerufen am 8. Februar 2016
4. ↑  Archivierte Kopie (Memento des Originals vom 8. Februar 2016 im Internet Archive)  Info: Der Archivlink wurde automatisch eingesetzt und noch nicht geprüft. Bitte prüfe Original- und Archivlink gemäß Anleitung und entferne dann diesen Hinweis., abgerufen am 8. Februar 2016
5. ↑  Website der Gesellschaft (japanisch).
6. ↑  Master's Degree Programme in Cultural Policy., abgerufen am 8. Februar 2016
7. ↑  , abgerufen am 8. Februar 2016
8. ↑  Master 2 Management et Politiques Culturelles dans les Balkans (Memento des Originals vom 8. Februar 2016 im Internet Archive)  Info: Der Archivlink wurde automatisch eingesetzt und noch nicht geprüft. Bitte prüfe Original- und Archivlink gemäß Anleitung und entferne dann diesen Hinweis., abgerufen am 8. Februar 2016
9. ↑  Archivierte Kopie (Memento des Originals vom 8. Februar 2016 im Internet Archive)  Info: Der Archivlink wurde automatisch eingesetzt und noch nicht geprüft. Bitte prüfe Original- und Archivlink gemäß Anleitung und entferne dann diesen Hinweis., abgerufen am 8. Februar 2016
10. ↑  http://www.univ-paris-diderot.fr/sc/site.php?bc=formations&np=INSCRIPTSPECIAL?NS=846, abgerufen am 8. Februar 2016
11. ↑  Master valorisation des patrimoines et politiques culturelles territoriales (Memento des Originals vom 8. Februar 2016 im Internet Archive)  Info: Der Archivlink wurde automatisch eingesetzt und noch nicht geprüft. Bitte prüfe Original- und Archivlink gemäß Anleitung und entferne dann diesen Hinweis., abgerufen am 8. Februar 2016
12. ↑  Archivierte Kopie (Memento des Originals vom 8. Februar 2016 im Internet Archive)  Info: Der Archivlink wurde automatisch eingesetzt und noch nicht geprüft. Bitte prüfe Original- und Archivlink gemäß Anleitung und entferne dann diesen Hinweis., abgerufen am 8. Februar 2016
13. ↑  Laaksonen, Annamari: Policy Research by IFACCA Members: A Report. IFACCA D’ART REPORT NO 26B. Archivierte Kopie (Memento des Originals vom 13. Februar 2016 im Internet Archive)  Info: Der Archivlink wurde automatisch eingesetzt und noch nicht geprüft. Bitte prüfe Original- und Archivlink gemäß Anleitung und entferne dann diesen Hinweis., abgerufen am 12. Februar 2016
14. ↑  , abgerufen am 8. Februar 2016
15. ↑  Archivierte Kopie (Memento des Originals vom 8. Februar 2016 im Internet Archive)  Info: Der Archivlink wurde automatisch eingesetzt und noch nicht geprüft. Bitte prüfe Original- und Archivlink gemäß Anleitung und entferne dann diesen Hinweis., abgerufen am 8. Februar 2016
16. ↑  abgerufen am 8. Februar 2016 (Seite nicht mehr abrufbar, festgestellt im März 2022. Suche in Webarchiven)  Info: Der Link wurde automatisch als defekt markiert. Bitte prüfe den Link gemäß Anleitung und entferne dann diesen Hinweis.
17. ↑  Kulturforum (Memento des Originals vom 8. Februar 2016 im Internet Archive)  Info: Der Archivlink wurde automatisch eingesetzt und noch nicht geprüft. Bitte prüfe Original- und Archivlink gemäß Anleitung und entferne dann diesen Hinweis., abgerufen am 8. Februar 2016
18. ↑  https://kupoge.de/das-institut/, abgerufen am 9. April 2023
19. ↑  Archivierte Kopie (Memento des Originals vom 6. März 2001 im Internet Archive)  Info: Der Archivlink wurde automatisch eingesetzt und noch nicht geprüft. Bitte prüfe Original- und Archivlink gemäß Anleitung und entferne dann diesen Hinweis., abgerufen am 8. Februar 2016
20. ↑   , abgerufen am 8. Februar 2016
21. ↑  Cultural Policies: Training and International Cooperation. International Meeting of Experts. Organized by UNESCO in Cooperation with the French National Commission to UNESCO. Paris, UNESCO (17-18 November 2000). FINAL REPORT 31 December 2000.
22. ↑  ”cultural diversity; the role of culture in a world perspective, promotion of culture for peace; arts as regulation strength in relation to society; decentralization with a view to broaden participation; equitable access to cultural life especially between men and women; culture for citizenship; culture at the core of development.” l.c.